# Gliese 615
Gliese 615 è una stella relativamente vicina alla Terra, che si trova ad una distanza di circa 45 anni luce dal sistema solare nella costellazione del Regolo.
Pur non trattandosi di una stella debolissima (appartiene infatti alla sequenza principale e la sua classe spettrale stimata è K3VFe-17), non è sufficientemente luminosa per essere visibile ad occhio nudo dalla superficie della Terra, se non in condizioni estremamente favorevoli. La sua magnitudine apparente è 7,54, mentre la magnitudine assoluta è 6,82.
La stella ha una massa dell'80% di quella del Sole ed una luminosità del 20%. Ha la peculiarità, oltre di essere una stella con un alto moto proprio, di essere molto povera in elementi pesanti, la metallicità è infatti appena il 5% di quella del Sole: ciò è dovuto all'età stimata della stella, assai più vecchia del Sole, che va dai 7,7 miliardi di anni ad un massimo di circa 8,8 miliardi di anni.